# Asturia

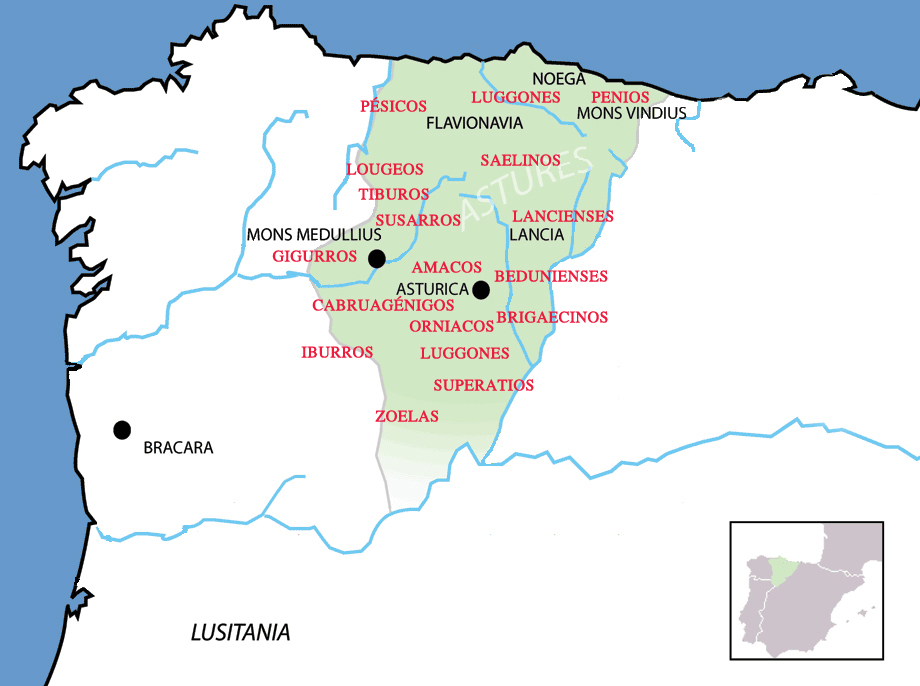
Mapa de Asturia y sus tribus. Se encuentran marcadas la posterior capital Astúrica y el monte Medulius, principal recurso minero explotado en Asturia

Asturia es el nombre con el que los romanos nombraron al territorio situado al oeste del río Esla (entonces conocido como río Astura) habitado por los astures, un pueblo indoeuropeo probablemente de lengua céltica. 
Se encuentra en el noroeste de la península ibérica y está vertebrado por el río Esla (que transcurre entre las provincias de León y Zamora), del que recibió el nombre, y se extendía desde la costa cantábrica hasta la desembocadura de dicho río en el Duero, en la submeseta norte.
El origen etimológico de Asturia parece estar en la palabra usada para denominar al río Esla los habitantes de sus orillas, Astura, cuya raíz Steu-r significa ‘grande, amplio o ancho’, con lo que Asturia vendría a significar ‘país del gran río’ y astures ‘los habitantes del gran río’
Después de la conquista romana del territorio, con la nueva división administrativa de Diocleciano se convirtió en el convento asturicense, con capital en Asturica Augusta (actual Astorga). Con el tiempo, en el siglo VIII, la el territorio de Asturia se llegó a convertir en reino, y posteriormente, adoptando el nombre de reino de León, llegó a abarcar casi todo el norte de la península ibérica, llegando hasta los Pirineos. Independientemente de la evolución territorial asociada a dicho nombre, éste acabaría por derivar en lengua española en la palabra Asturias (a través del gentilicio astures), a pesar de no corresponderse exactamente al antiguo territorio romano.